# Ліонський музей красних мистецтв
Ліонський музей красних мистецтв (фр. Musée des Beaux-Arts) — художній музей в Ліоні. Розташований в колишньому монастирі бенедиктинців. Колекція музею представлена в 70 галереях. Фонди музею включають твори художнього й декоративно-вжиткового мистецтва та монети різноманітних епох, від часів Давнього Єгипту до сьогодення.

## Історія
До 1792 року приміщення музею було монастирем. Людовик XIV профінансував великі реставраційні роботи монастиря в XVII столітті, від чого приміщення монастиря набули барокових рис. Під час Французької революції монастир було ліквідовано, а в приміщенні облаштовано Палац комерції й мистецтв (фр. Palais du Commerce et des Arts), в якому були виставлені твори мистецтва, конфісковані в церкви. З часом музей поповнився експонатами археологічного й природничого характеру. У 1805 році при музеї було засновано школу малювання. У 1860 році приміщення було переобладнано в музей, планування якого збереглося до тепер. 1988—1998 були проведені великі реставраційні роботи.

## Колекція

### Живопис
У колекції музею представлені різні епохи європейського живопису від 15 ст. до сьогодення. Колекція склдається з 2 000 картин, 700 з яких виставлено для публічного огляду.
Італійський живопис представлений творами таких майстрів, як Перуджино, Лоренцо Коста, Корреджо, Паоло Веронезе, Тінторетто, Каналетто, Франческо Гварді, Джандоменіко Тьєполо (син Джамбаттіста Тьєполо), Доменікіно, Гверчіно, Сальватор Роза, Лука Джордано, Джованні Паоло Паніні.
Французький живопис XVII століття представляють такі митці, як Симон Вуе, Нікола Пуссен, Шарль Лебрен, Есташ Лесюер, Гіацинт Ріґо, Франсуа Буше, Жан Батіст Грьоз, Клод Жозеф Верне.
Французький живопис XIX століття представлений такими іменами, як Жан Огюст Домінік Енгр, Теодор Жеріко, Ежен Делакруа, Гюстав Курбе, Каміль Коро, Оноре Домьє, Клод Моне, Едуар Мане, Альфред Сіслей, Каміль Піссарро, Едгар Дега, Поль Гоген, Поль Сезан, Огюст Ренуар, Гюстав Моро.
Іспанський живопис представлений полотнами таких художників, як Ель Греко, Антоніо де Переда, Хосе де Рібера, Франсіско де Сурбаран.
Німецький, фламандський і нідерландський живопис представляють такі митці, як Лукас Кранах Старший, Ян Брейгель старший, Рембрандт, Пітер Пауль Рубенс, Антоніс ван Дейк, Якоб Йорданс, Франс Снейдерс, Ян ван Гойєн, Саломон ван Рейсдал.
Музей має дуже багату колекцію живопису XX століття, насамперед завдяки дару Жаклін Делюбак. Серед художників XX століття варто згадати такі імена, як Пікассо, Жорж Брак, Фернан Леже, Анрі Матісс, Жоан Міро, Френсіс Бекон, Жан Дюбюффе, Марк Шагал, Амедео Модільяні.

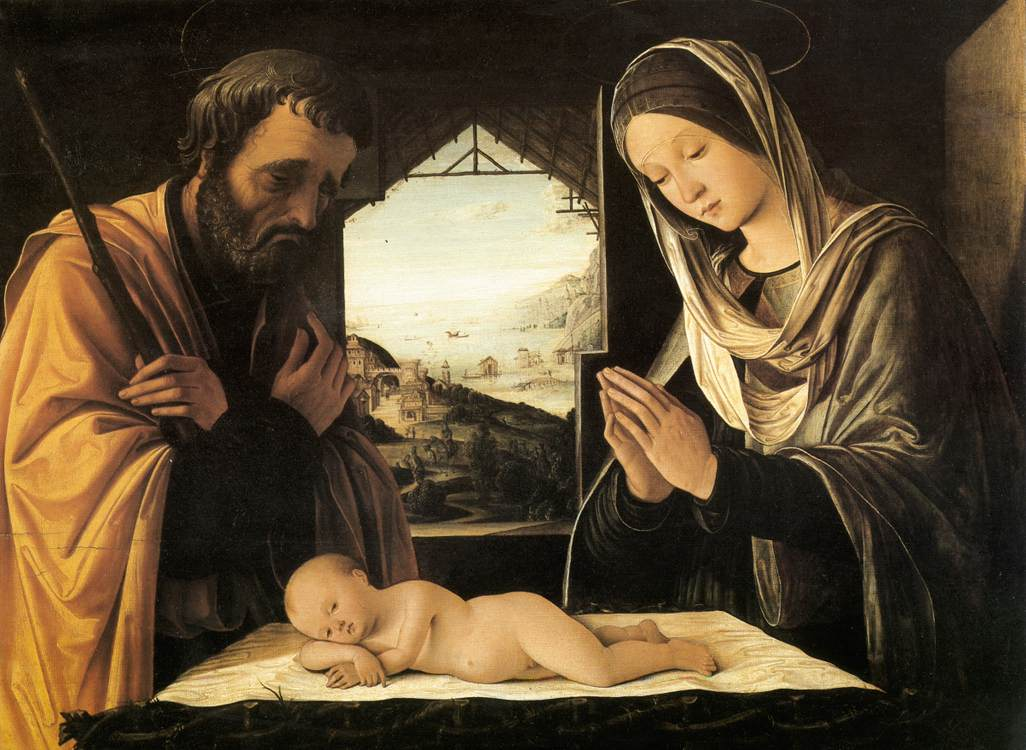
Лоренцо Коста, Народження Христа, 1490
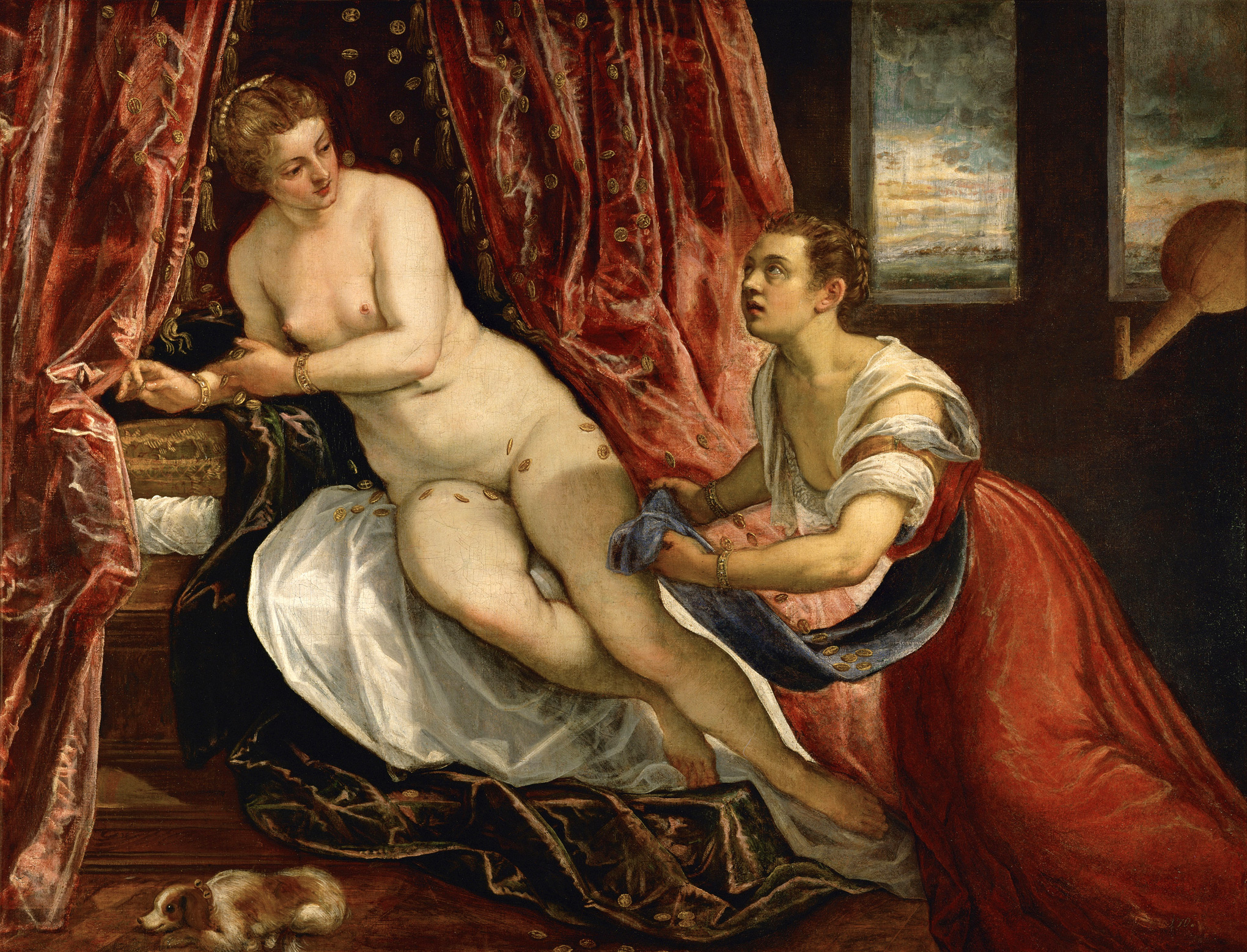
Тінторетто, Даная, 1570
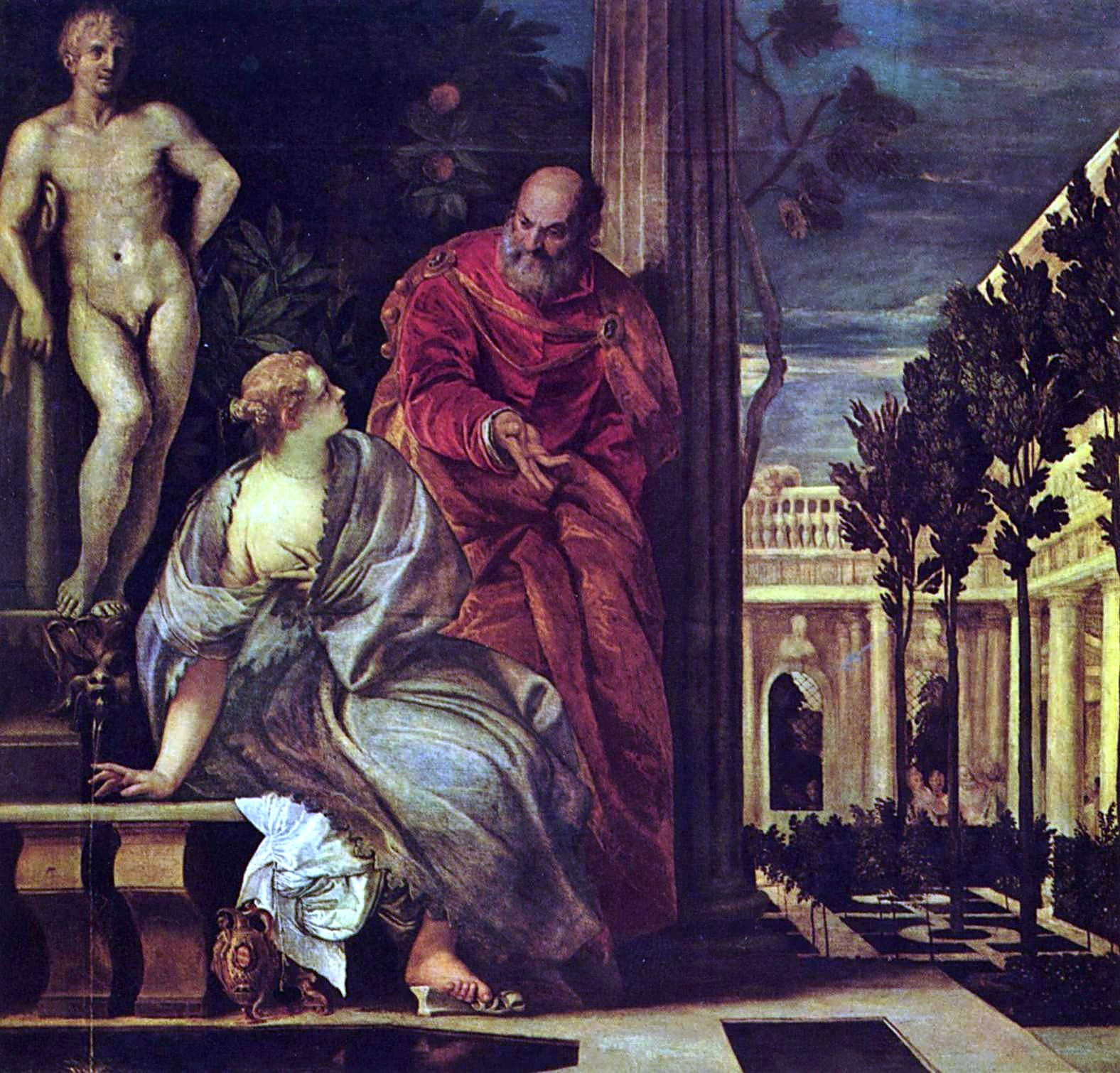
Паоло Веронезе, «Купання Вірсавії», 1575
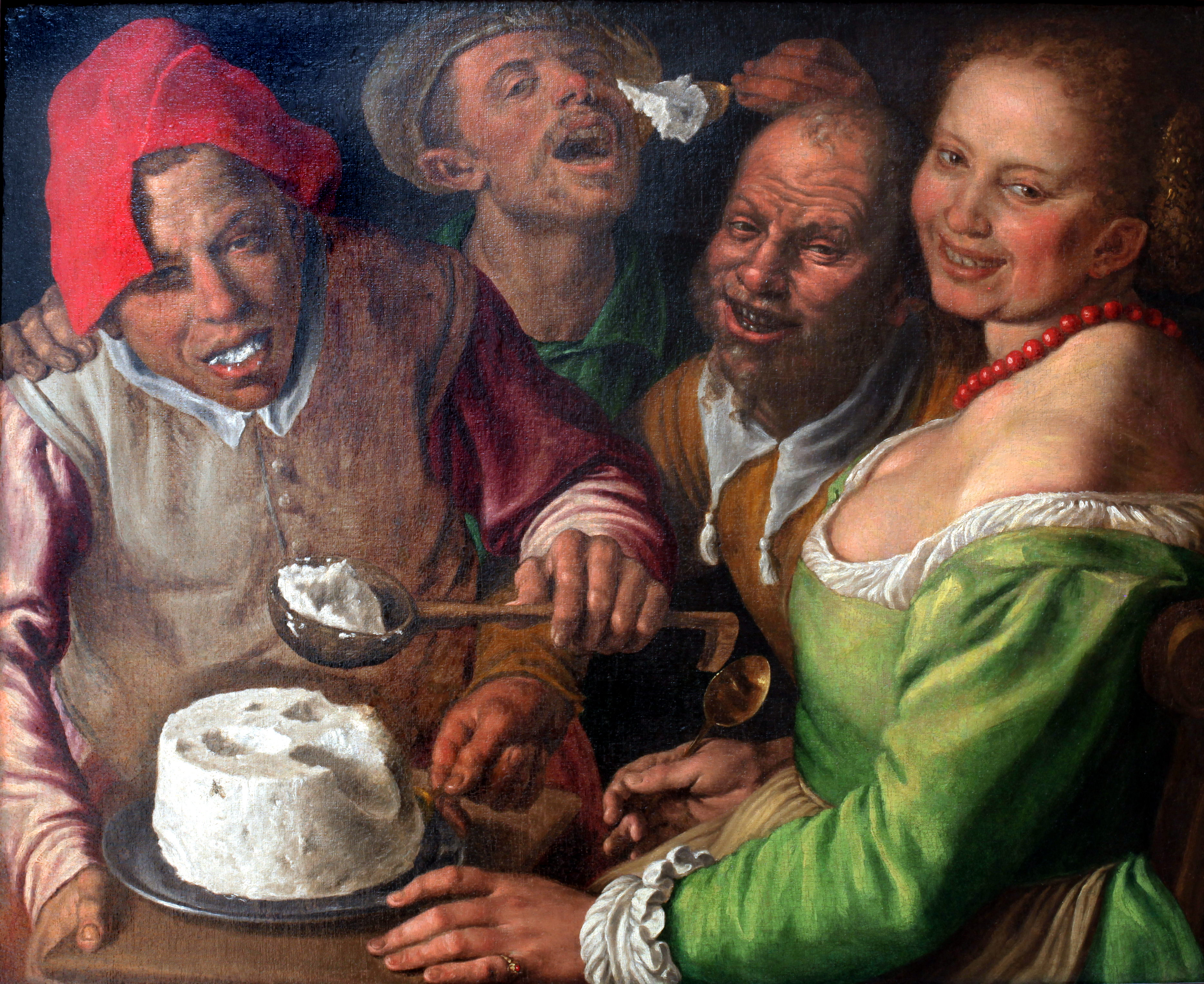
Вінченцо Кампі, «Поїдання рікоти», 1580
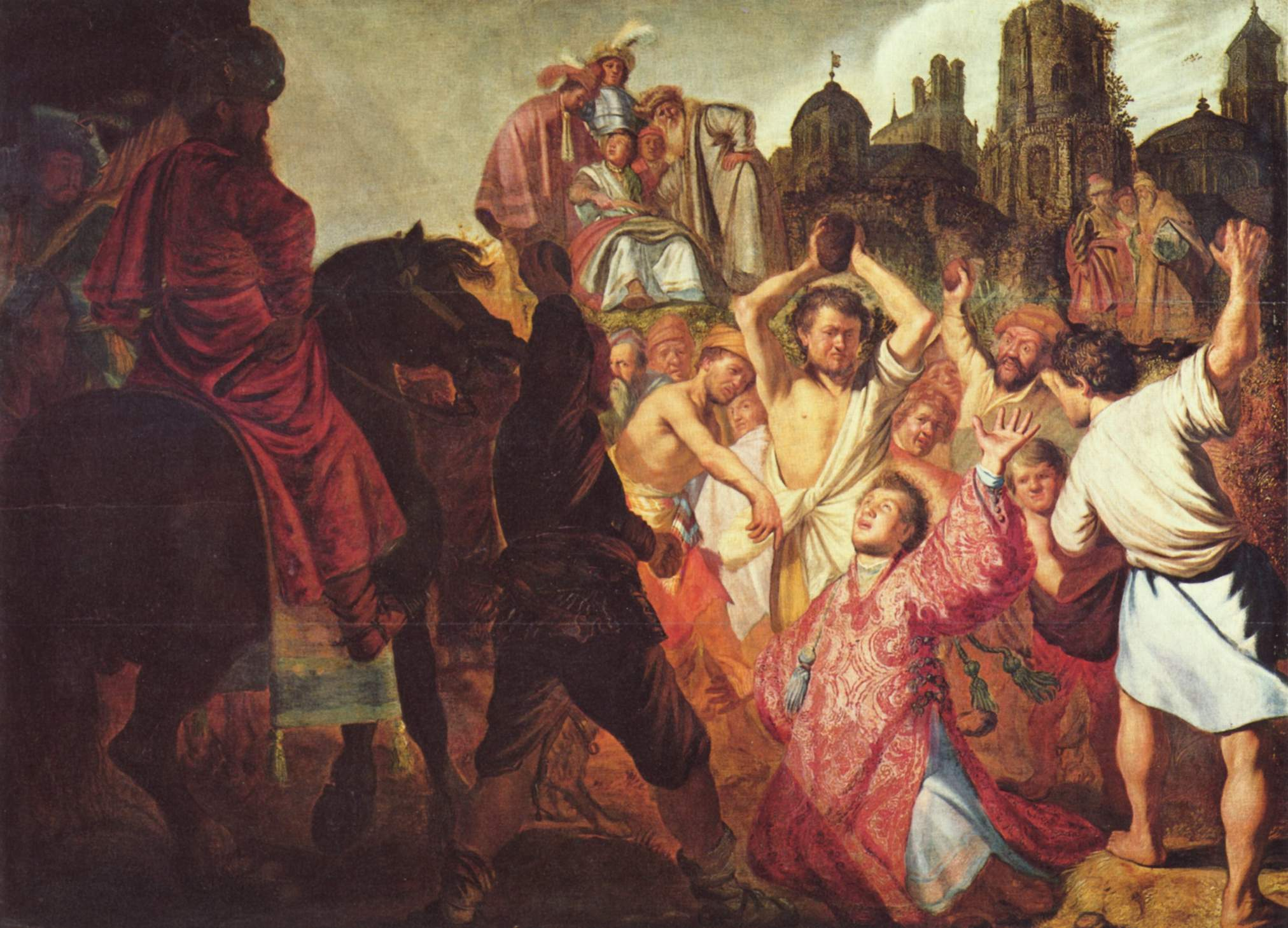
Рембрандт, Каменування Святого Стефана, 1625
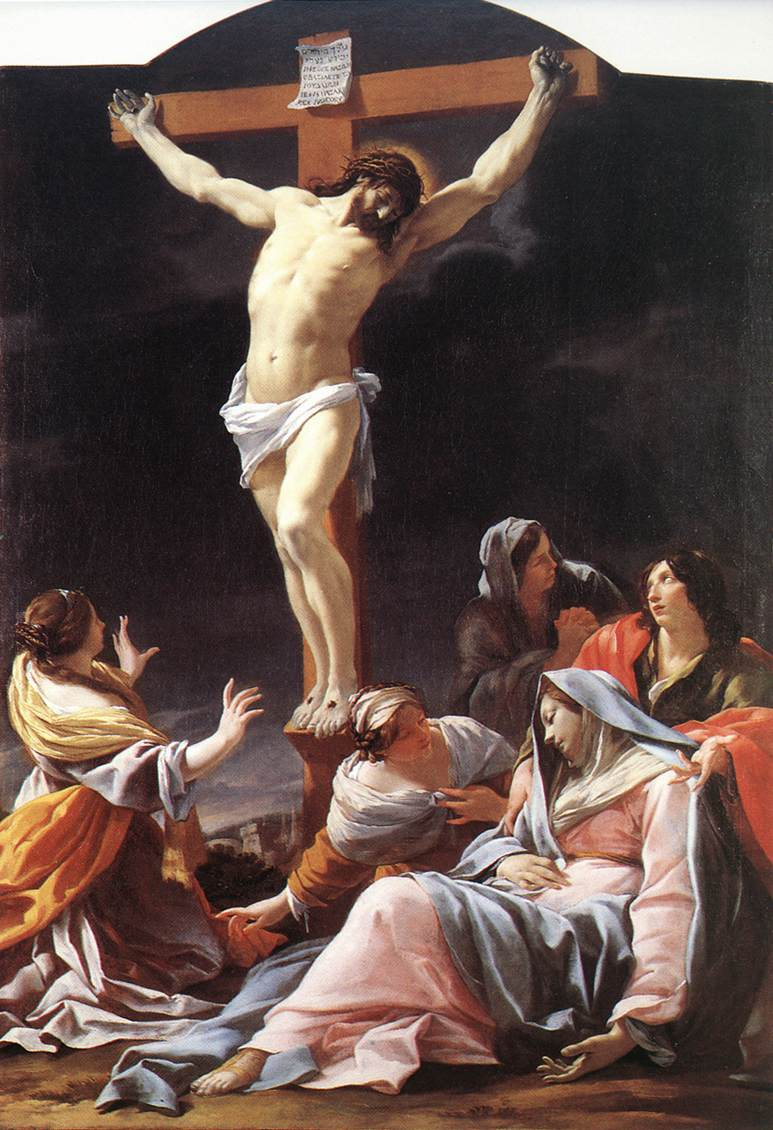
Симон Вуе, «Розп'яття», (1636-37)
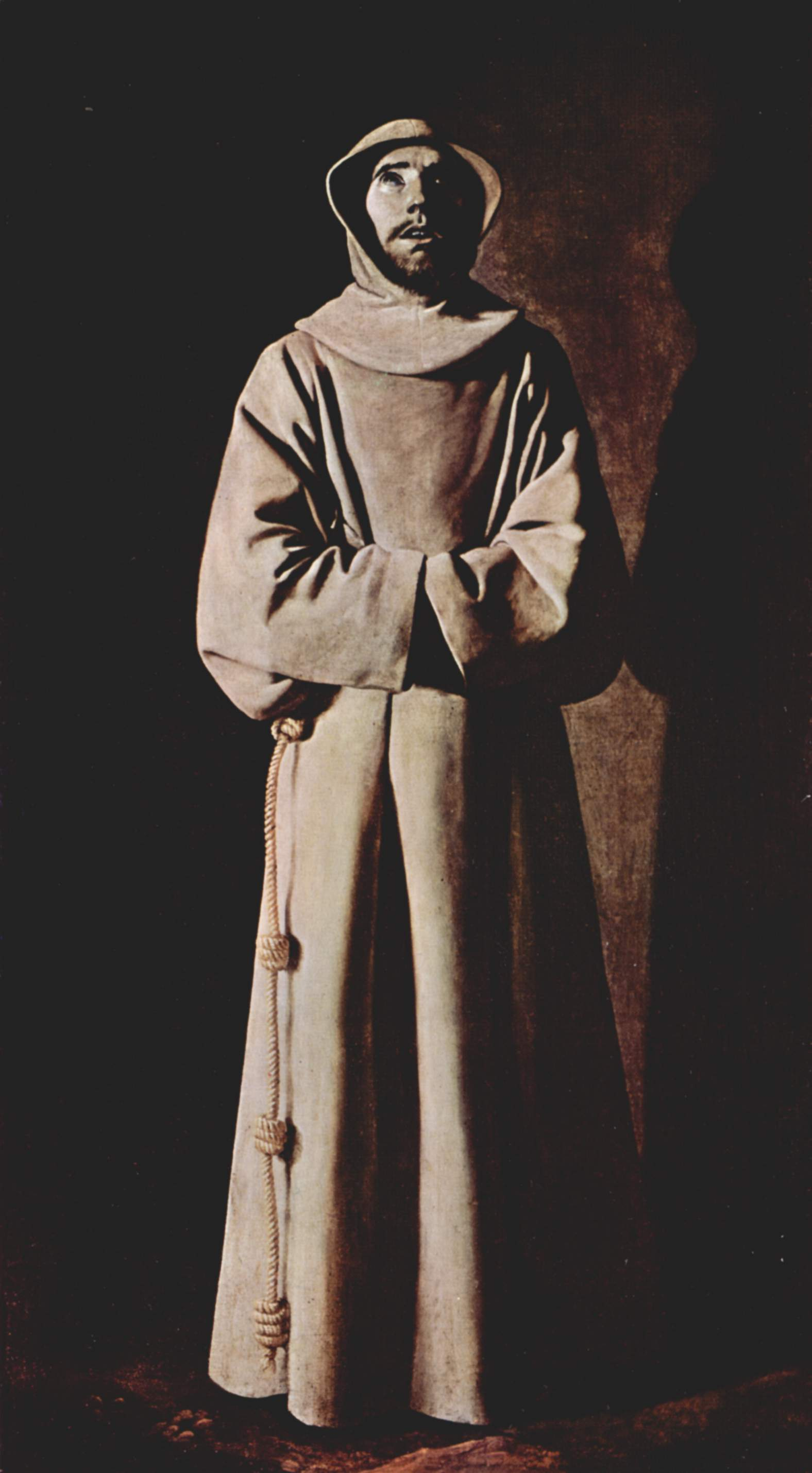
Франсіско де Сурбаран, «Святий Франциск», 1645
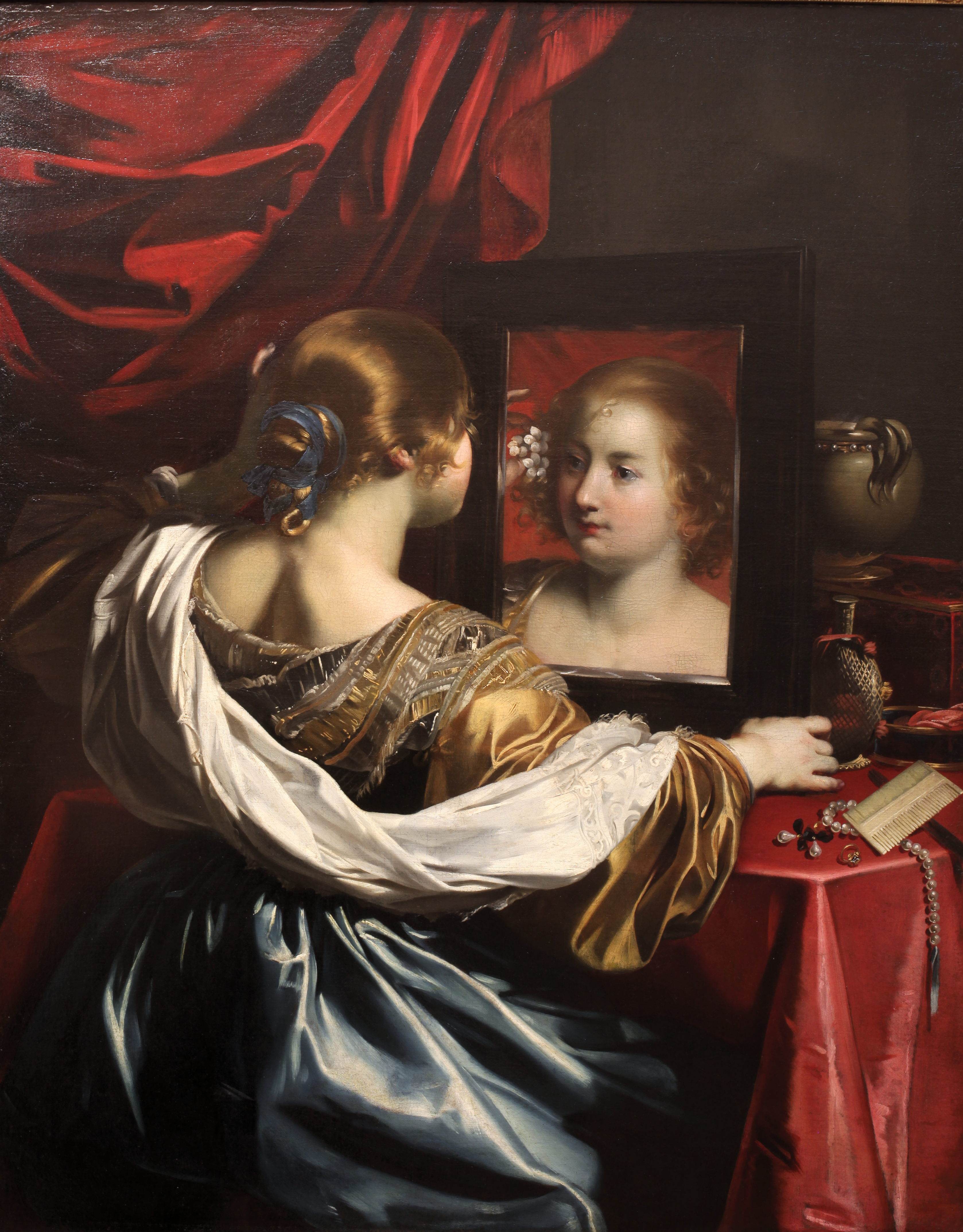
Нікола Реньє, «Марнота», 1626
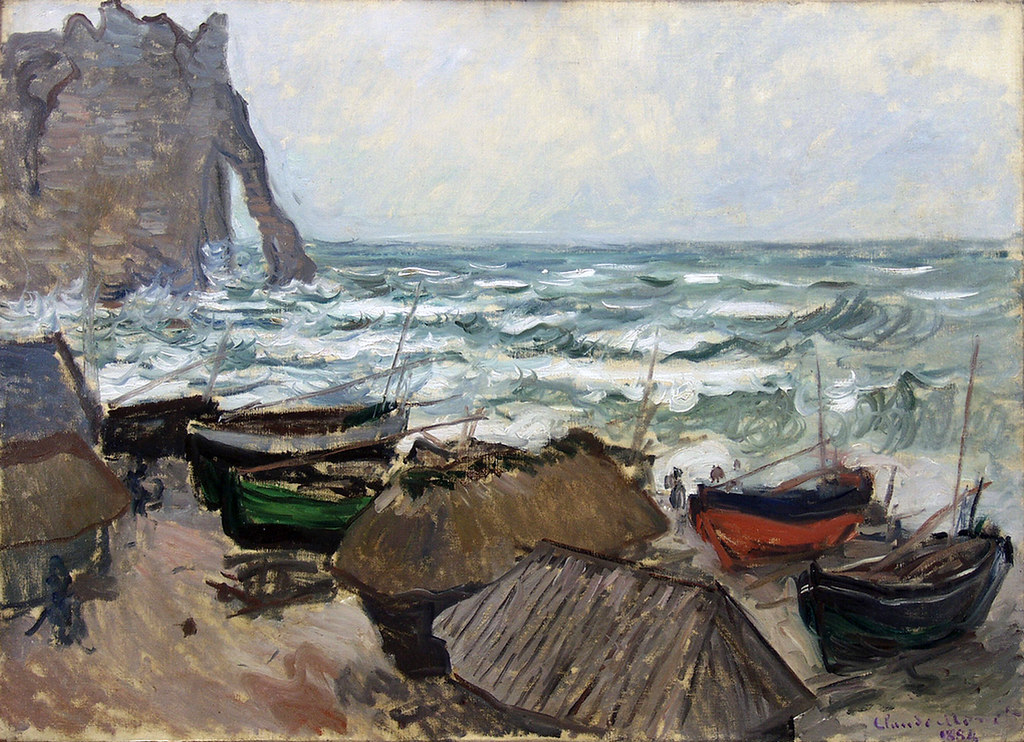
Клод Моне, Шторм біля Етрета, 1883
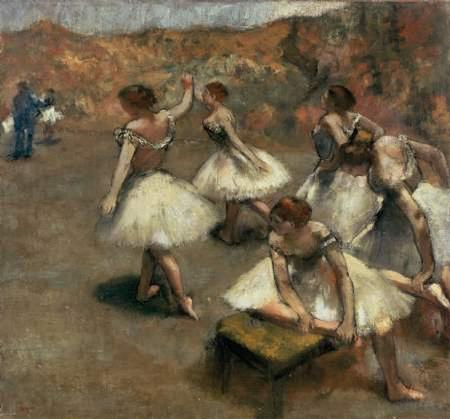
Едгар Дега, «Танцівниці», 1889

### Скульптура
Відділення скульптури має в колекції близько 1300 скульптур з часів Середньовіччя й до XX століття. Особливо цінні дві збірки:
- Скульптура Середньовіччя й Ренесансу ;
- Скульптура XIX — початку XX століття.

В музеї можна оглянути скульптури італійських майстрів школи Андреа дель Верроккйо, Делла Раббіо, Донателло, Мікеланджело. Французька скульптура представлена творами таких митців, як Антуан Куазевокс, Гійом Кусту, Огюстен Пажу, Антоніо Канова, Жозеф Шинар, Давид д'Анже, Жан-Жак Прадьє, Жан-Батист Карпо, Фредерік Бартольді, Огюст Роден (найбільша збірка за межами Парижа), Франсуа Помпон, Антуан Бурдель, Огюст Ренуар, Арістид Майоль, Осип Цадкин, Амадео Модільяні, Пабло Пікассо, Анрі Лоран, Арман.
Давня скульптура виставлена на першому поверсі музею, а пізніші твори — в капеллі. Бронзові скульптури XIX століття виставлені в музейному саду.

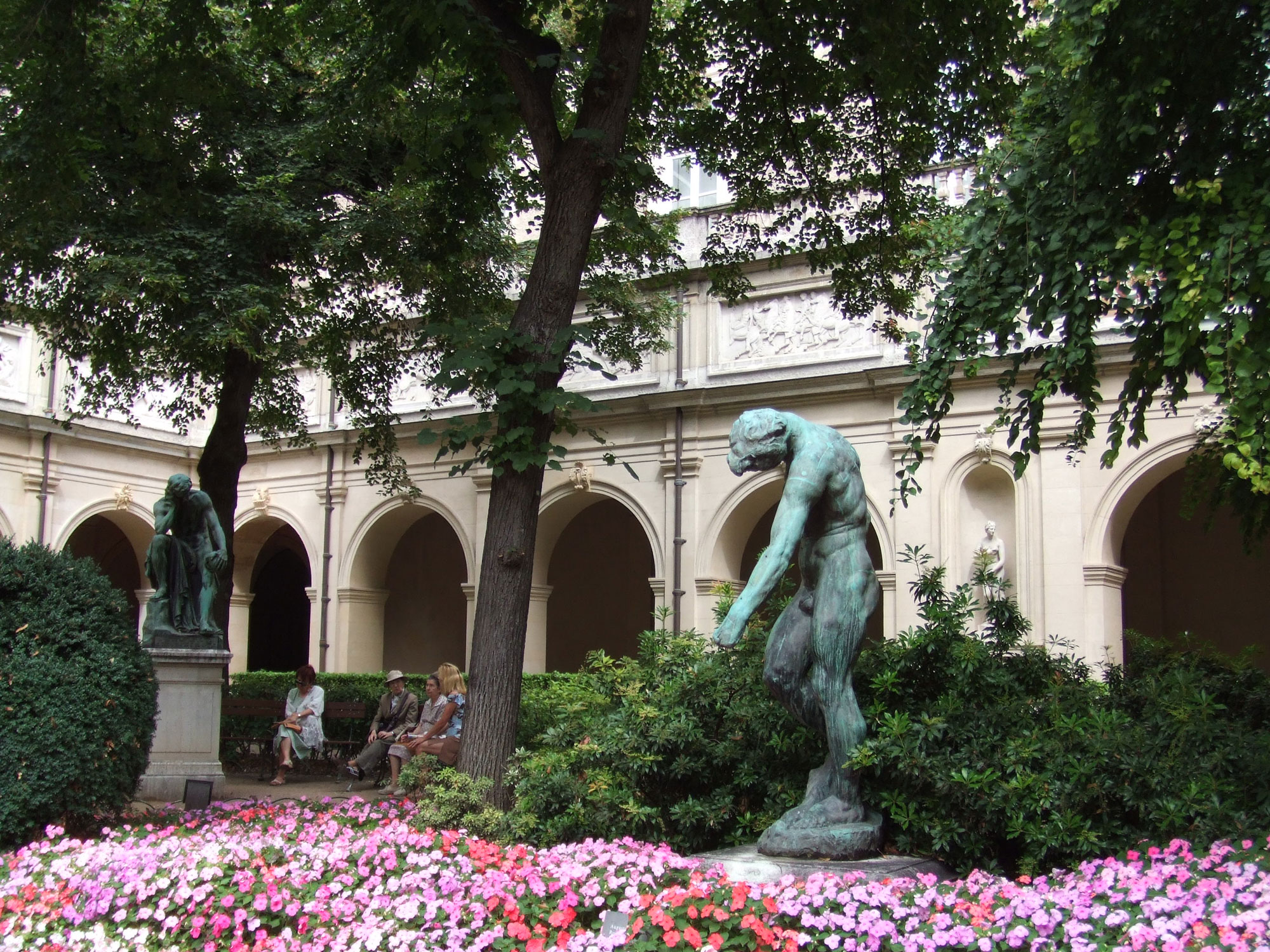
На передньому плані «Тінь» Родена, на задньому плані скульптура Леона-Александра Дельома «Демокріт»
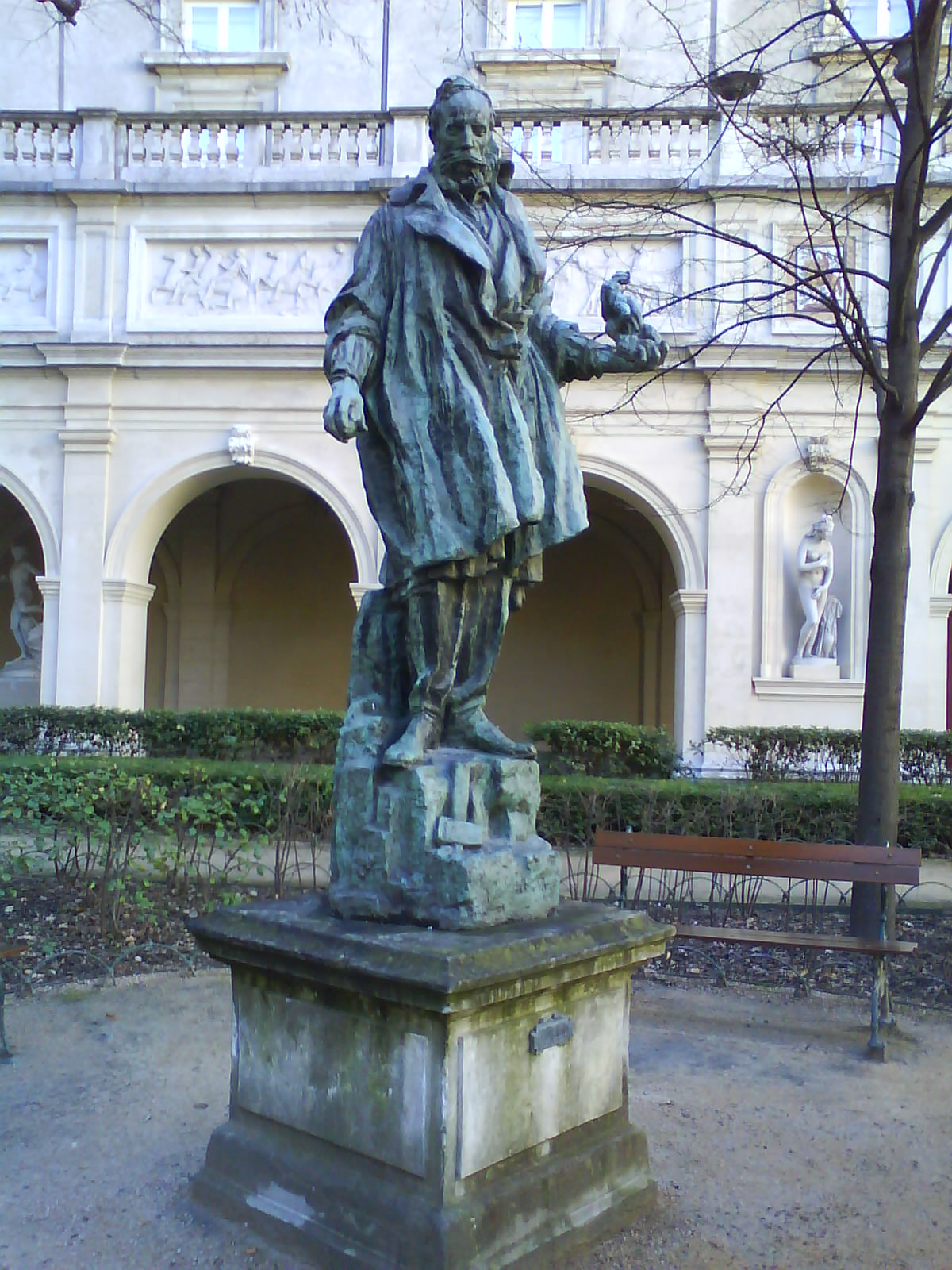
Антуан Бурдель «Скульптор Карпо»
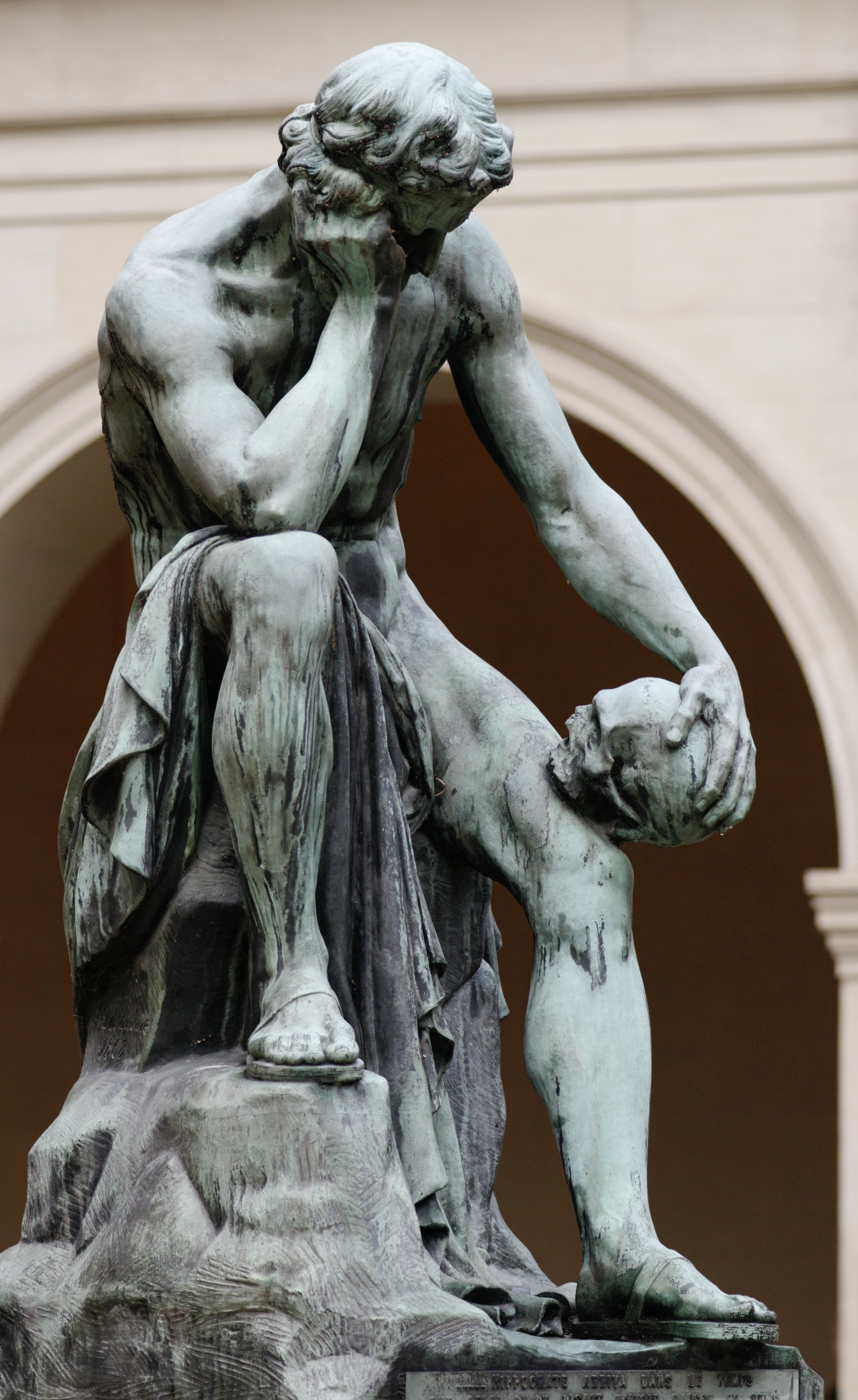
Леон-Александр Дельом, «Демокріт»

### Давньоєгипетське мистецтво
Мистецтво Стародавнього Єгипту є головною візитівкою відділу Давнього мистецтва. 1895 року музей Лувр передав до Ліону близько 400 предметів давньоєгипетського мистецтва. Колекція значно розширилася в 1954 році завдяки дуже багатому дару музеєві з боку родини єгиптолога Віктора Лоре. Найбільшу цінність мають саркофаги Птолемея III та Птолемея IV, які разом з іншими предметами передав музеєві в 1939 році єгиптолог Александр Варій.
Єгипетська експозиція музею займає 9 залів.

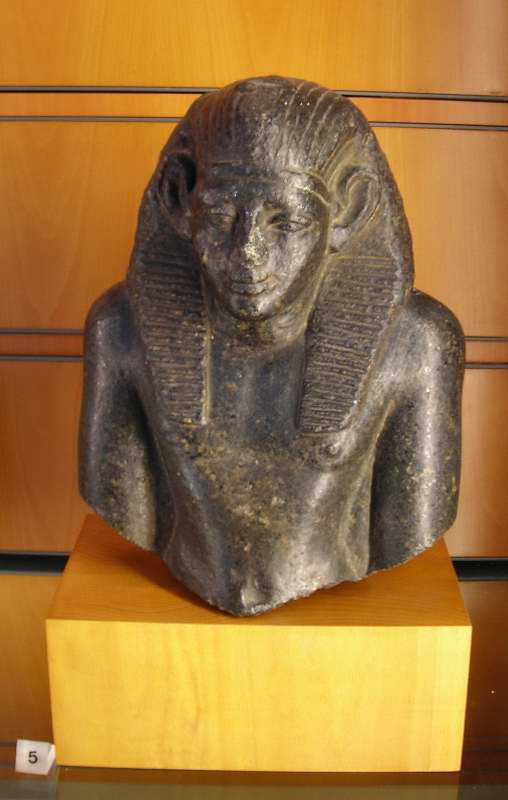
Бюст одного з фараонів епохи Середнього царства
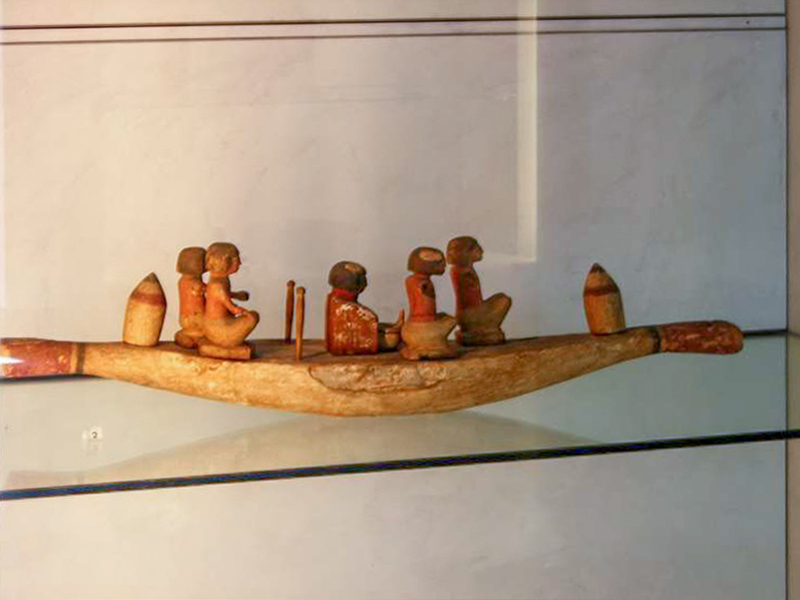
Модель човна з 12-ї династії
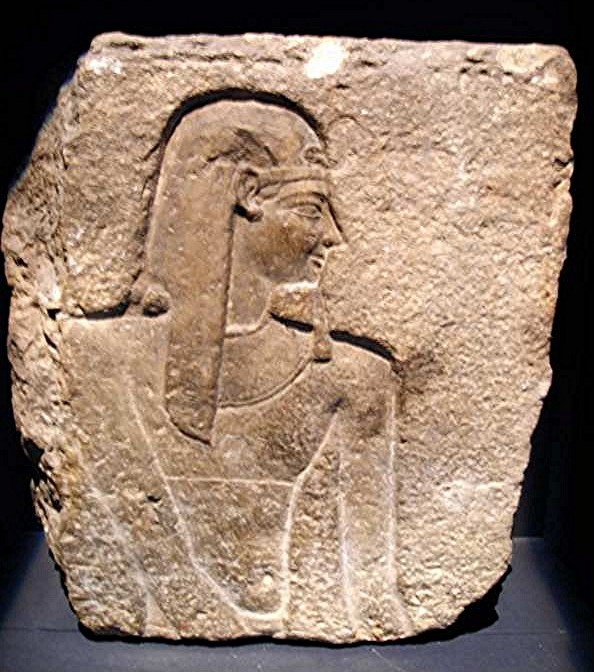
Фрагмент рельєфу з храму Клеопатри VII та Птолемея XV.
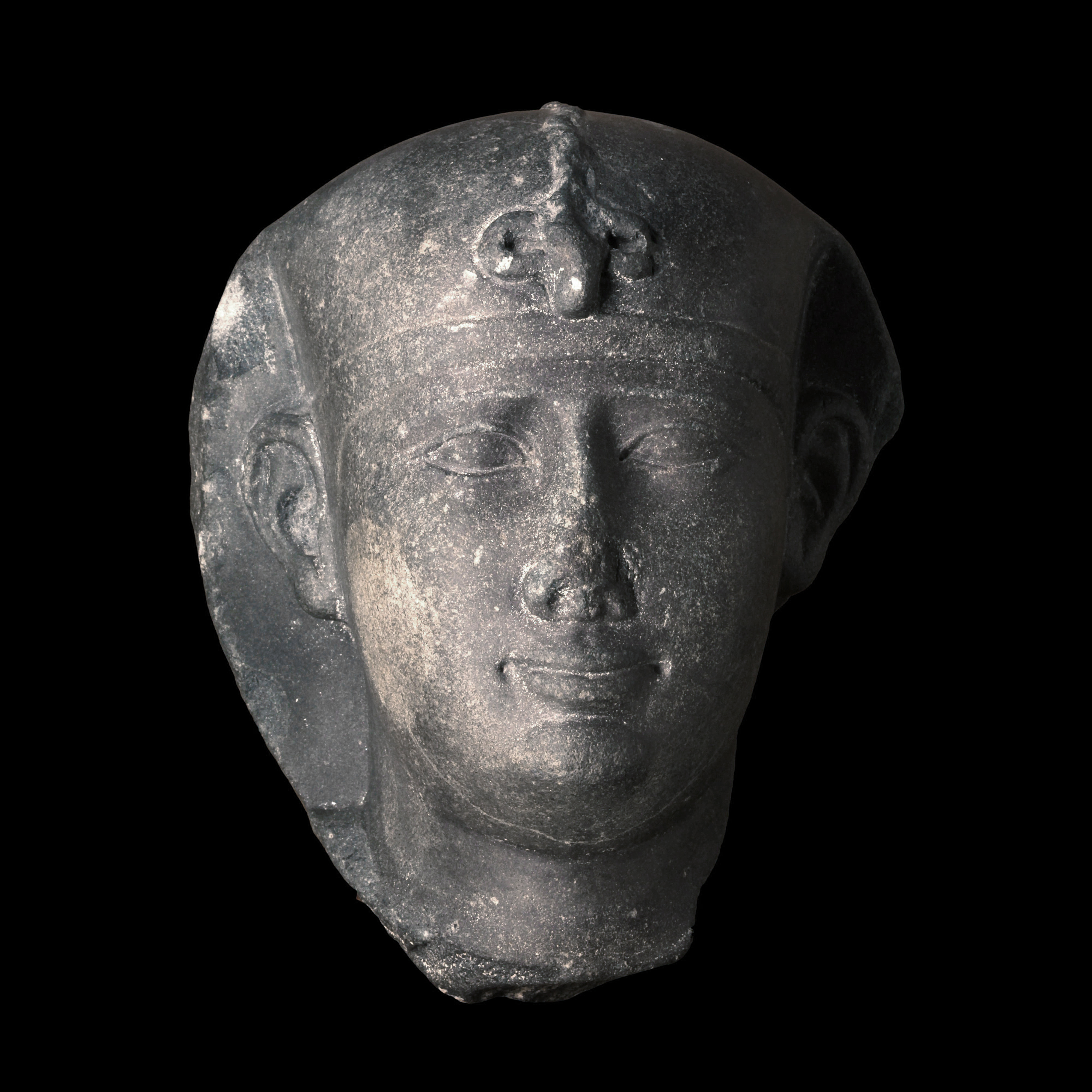
Голова фараона XXX династії, можливо Нектанеба II.

### Мистецтво Близького Сходу і Межиріччя
Мистецтво Близького Сходу і Межиріччя представлене в окремому залі з предметами мистецтва Шумеру, Ассирії та Стародавньої Персії.

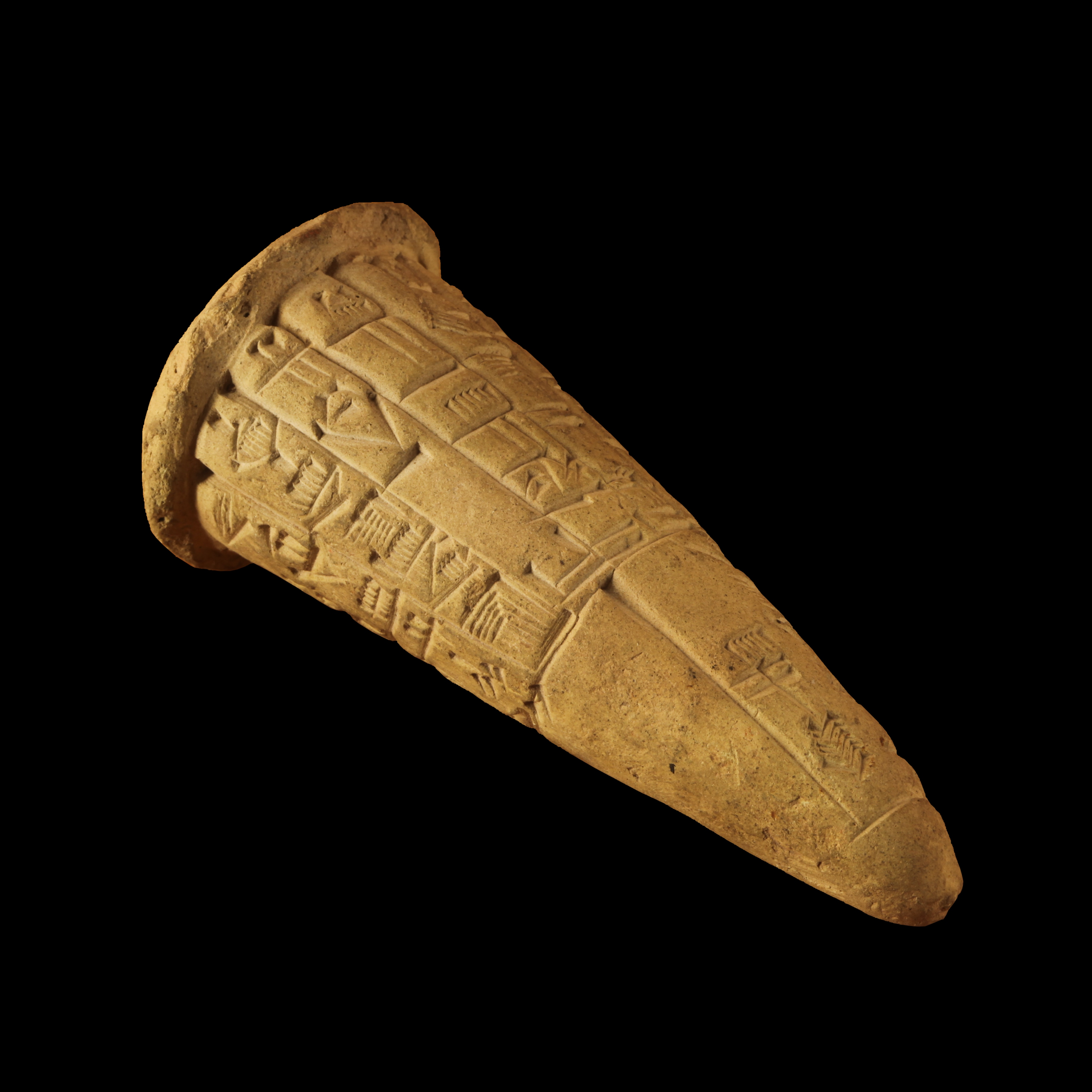
Клин з написами, Лагаш, бл. 2120 до н. е.
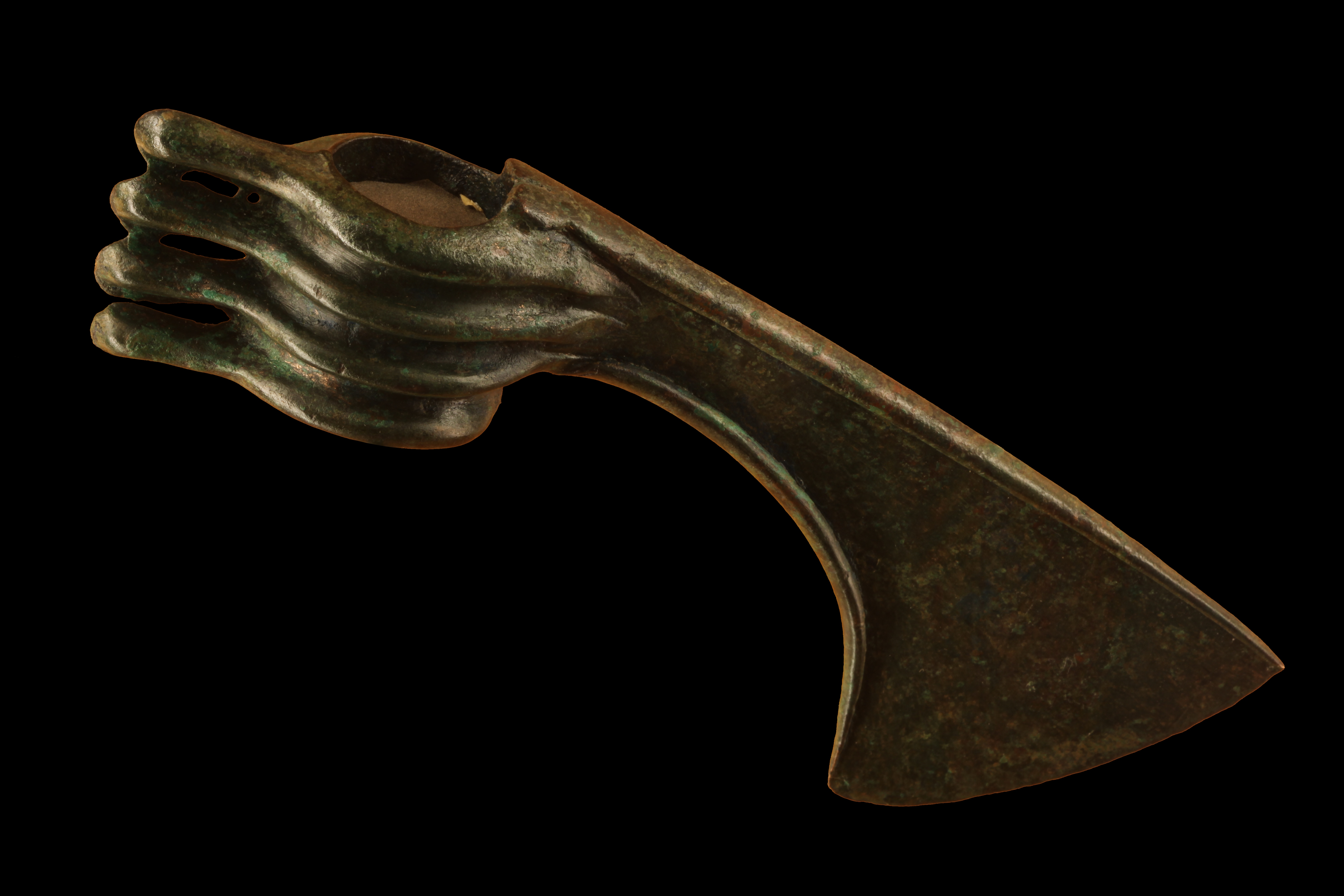
Бронзова сокира, IX-VIII ст. до н. е., Лурестан
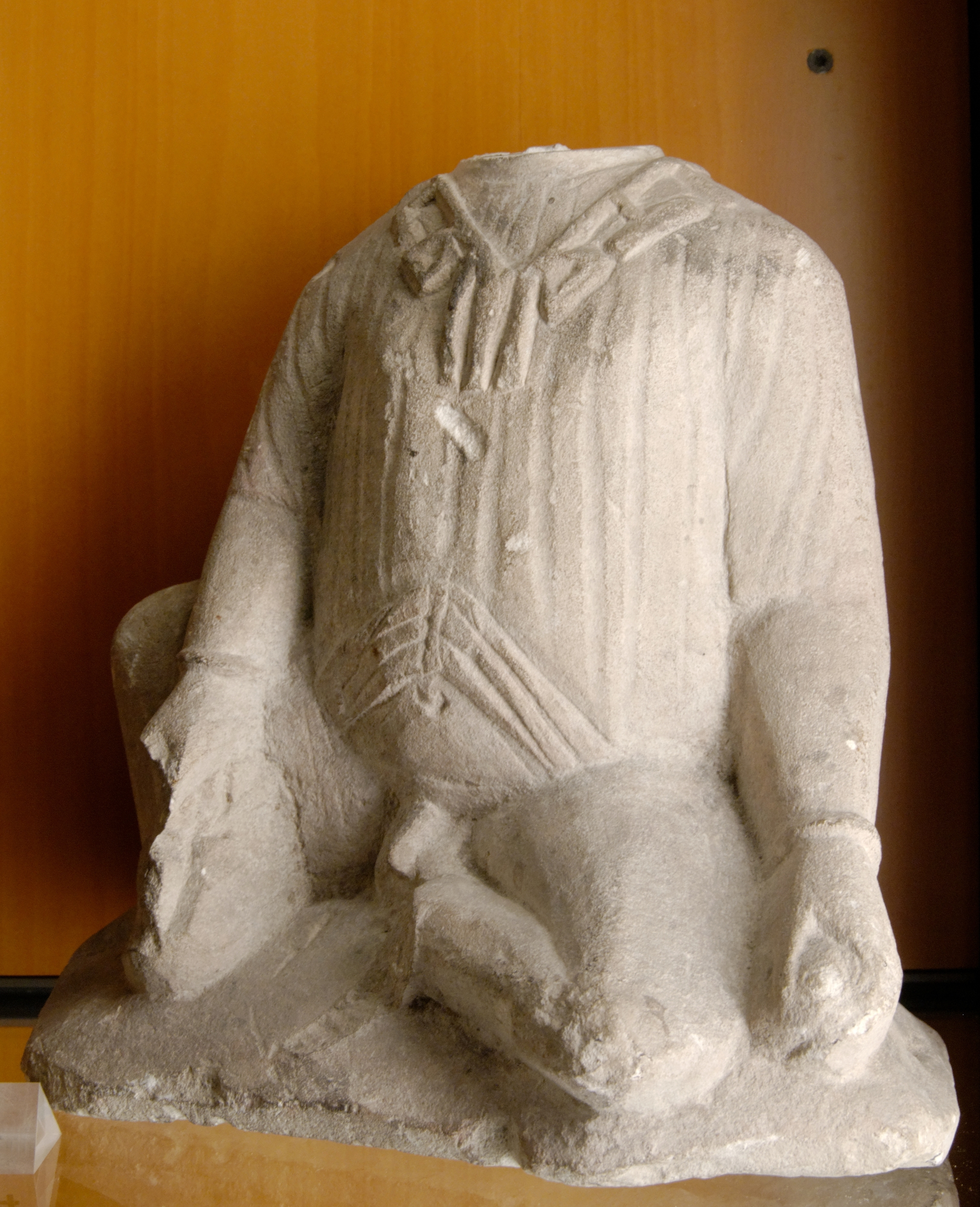
Скульптура « Temple boy », епоха еллінізму, Кіпр
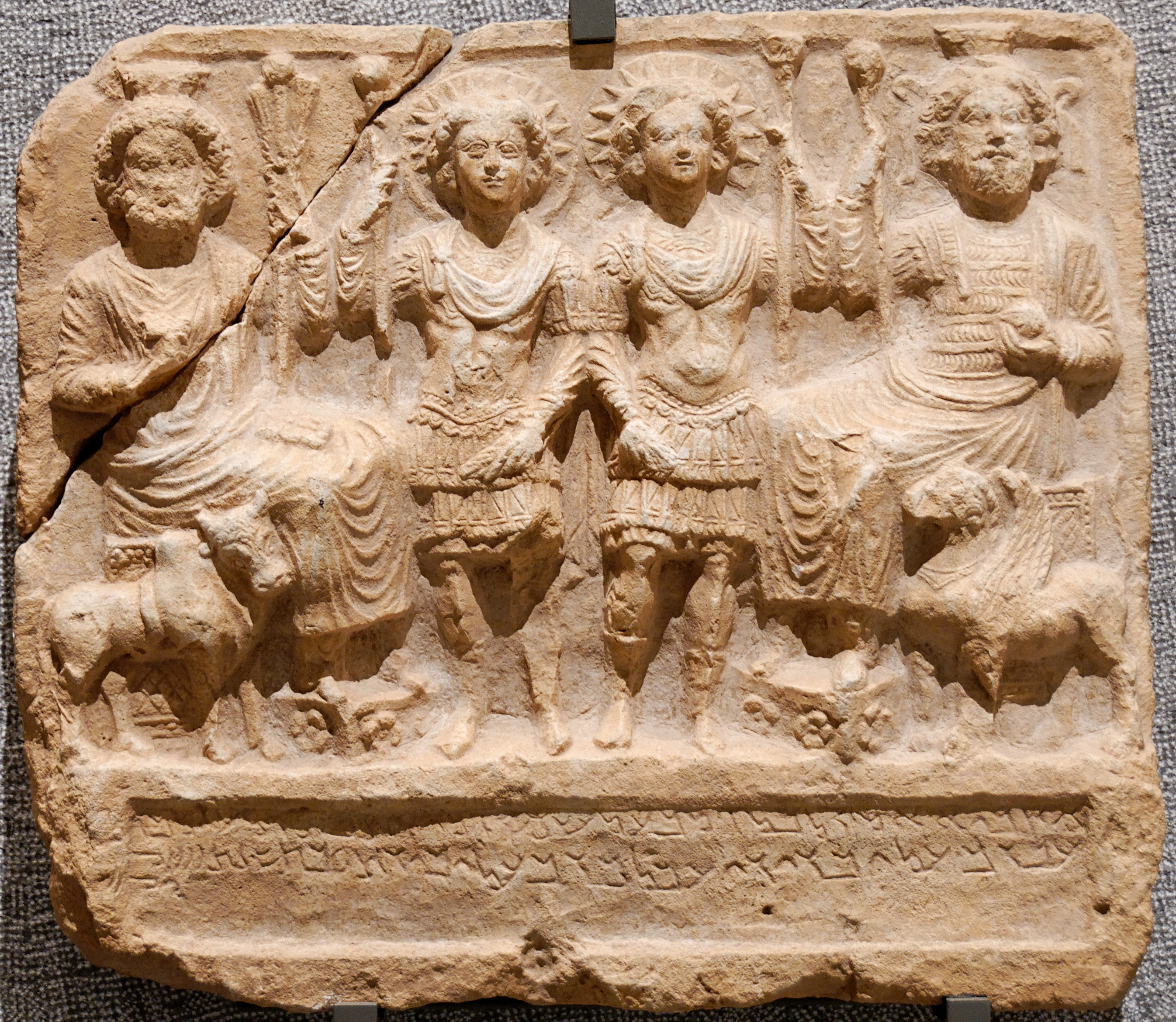
Рельєф із зображеннями богів, Пальміра, 121 р до н. е.

### Декоративно-вжиткове мистецтво
Відділ Декоративно-вжиткового мистецтва представляє 550 предметів з часів Середньовіччя до сьогодні, серед яких є справжні шедеври.
Особливої уваги заслуговують такі експонати:
- Ліможська емаль на візантійській слоновій кістці,
- фаяс і майоліка Ренесансу,
- інтер'єри в стилі модерн Ектора Гімара,
- мусульманське вжиткове мистецтво,
- кераміка країн Далекого Сходу.

З 1917 року в музеї зберігаються цінні зразки кераміки Китаю, Японії й Кореї. Рідкісні експонати ілюструють традицію чайної церемонії.
Також представлена неабияка колекція кераміки в стилі модерн, в якій відчувається японський вплив.

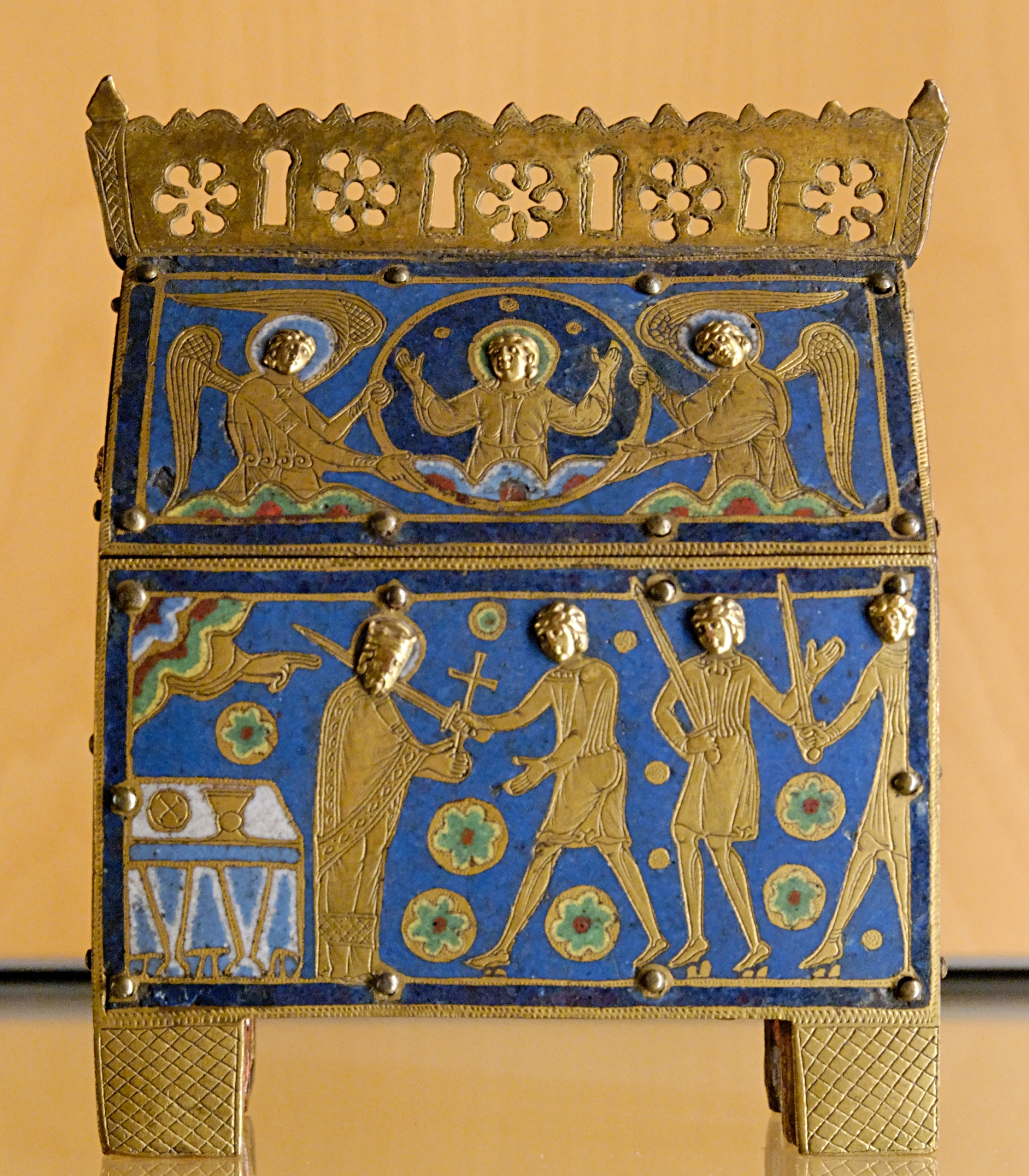
Святий Хома, Ліможська емаль, бл. 1210
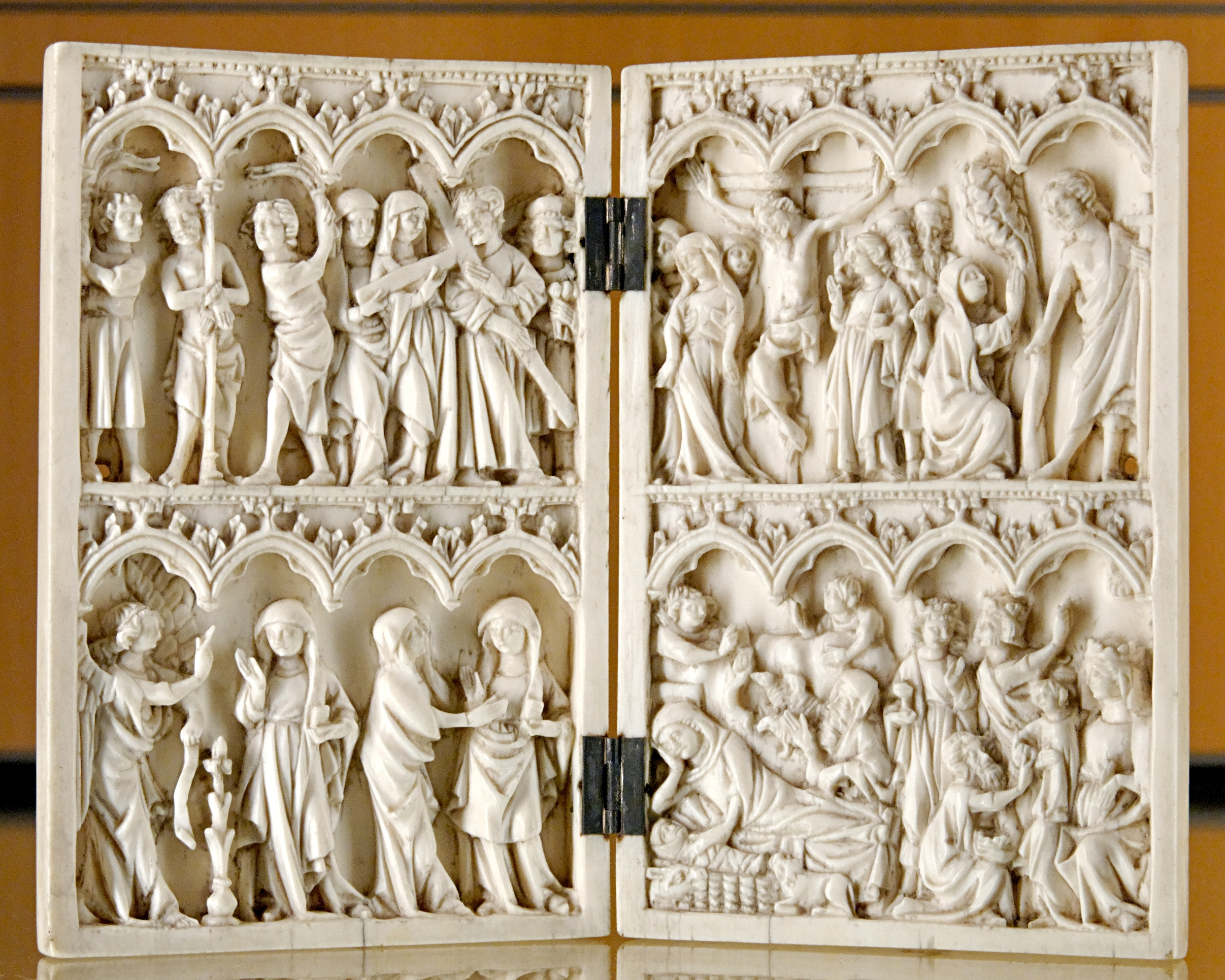
Сцени з життя Христа, диптих на слоновій кістці, XIV ст.
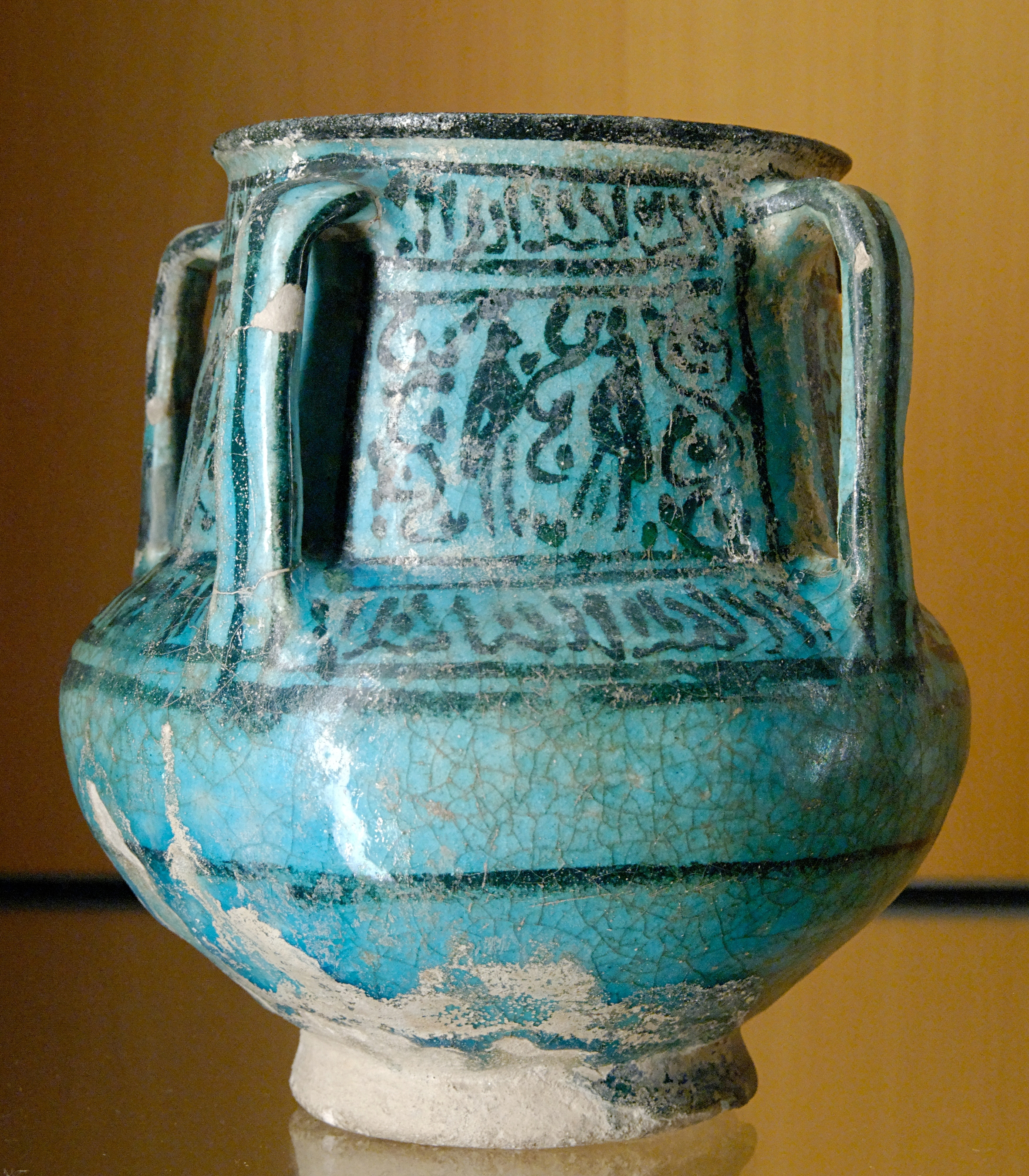
Ваза епохи Аюбідів (1171–1250), Єгипет
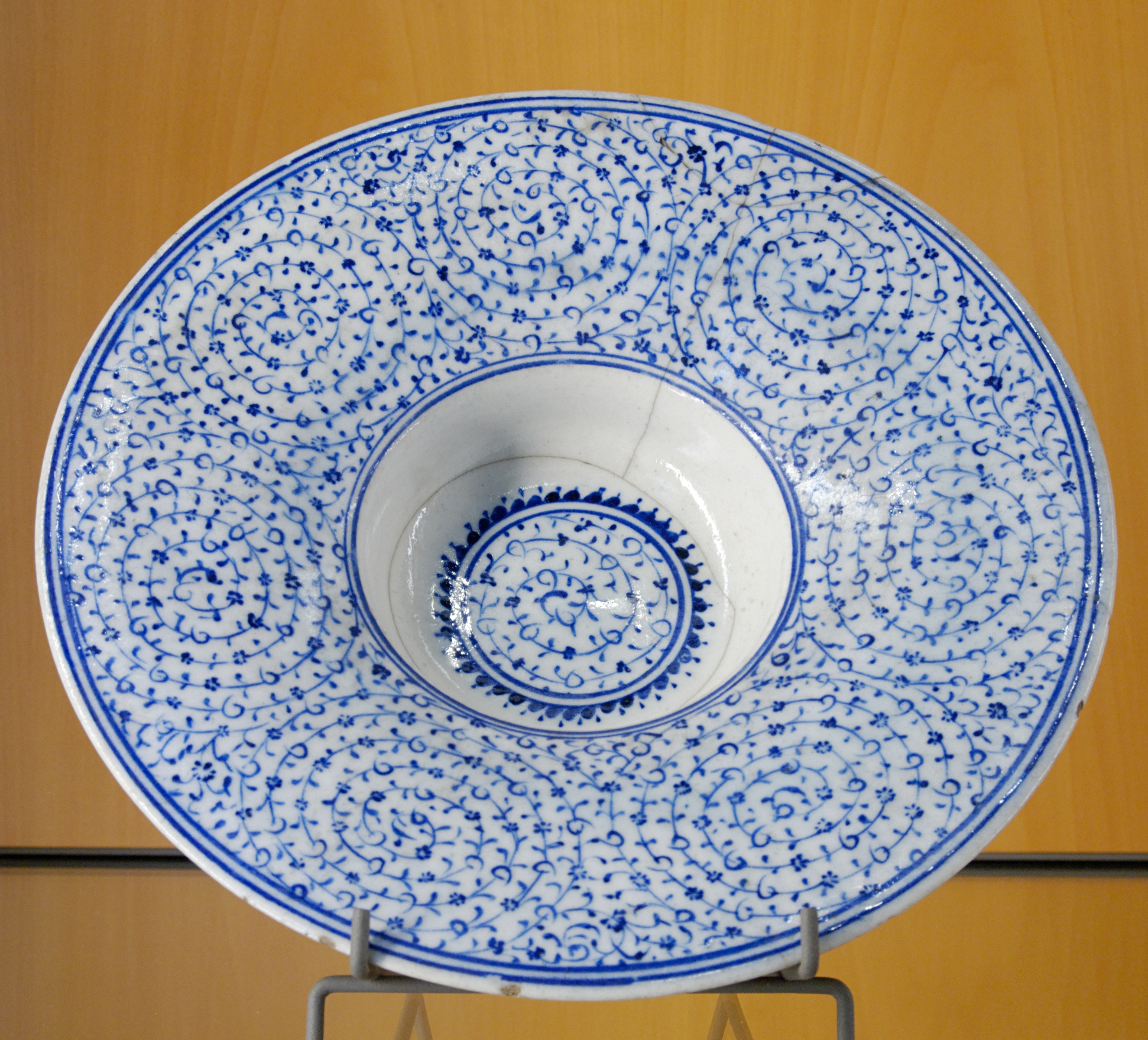
Таріль, Ізніцька кераміка, Туреччина, бл. 1530-1540

### Нумізматична колекція
Нумізматична колекція музею — найбагатша у Франції після Кабінету Медалей Французької національної бібліотеки. Тут зберігається більше 50 000 монет, медалей, печаток.

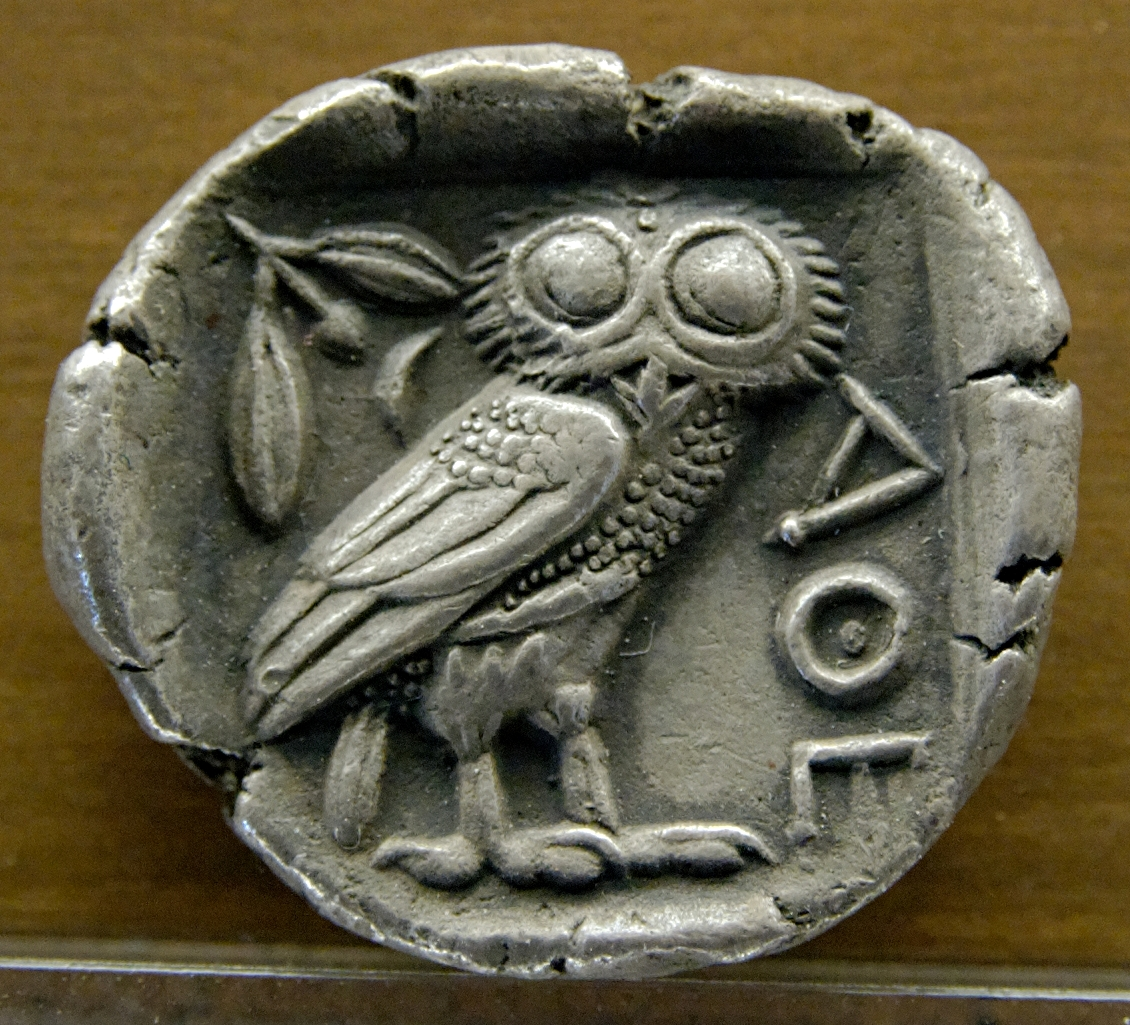
Афінська тетрадрахма, v. 480-420 до н. е.
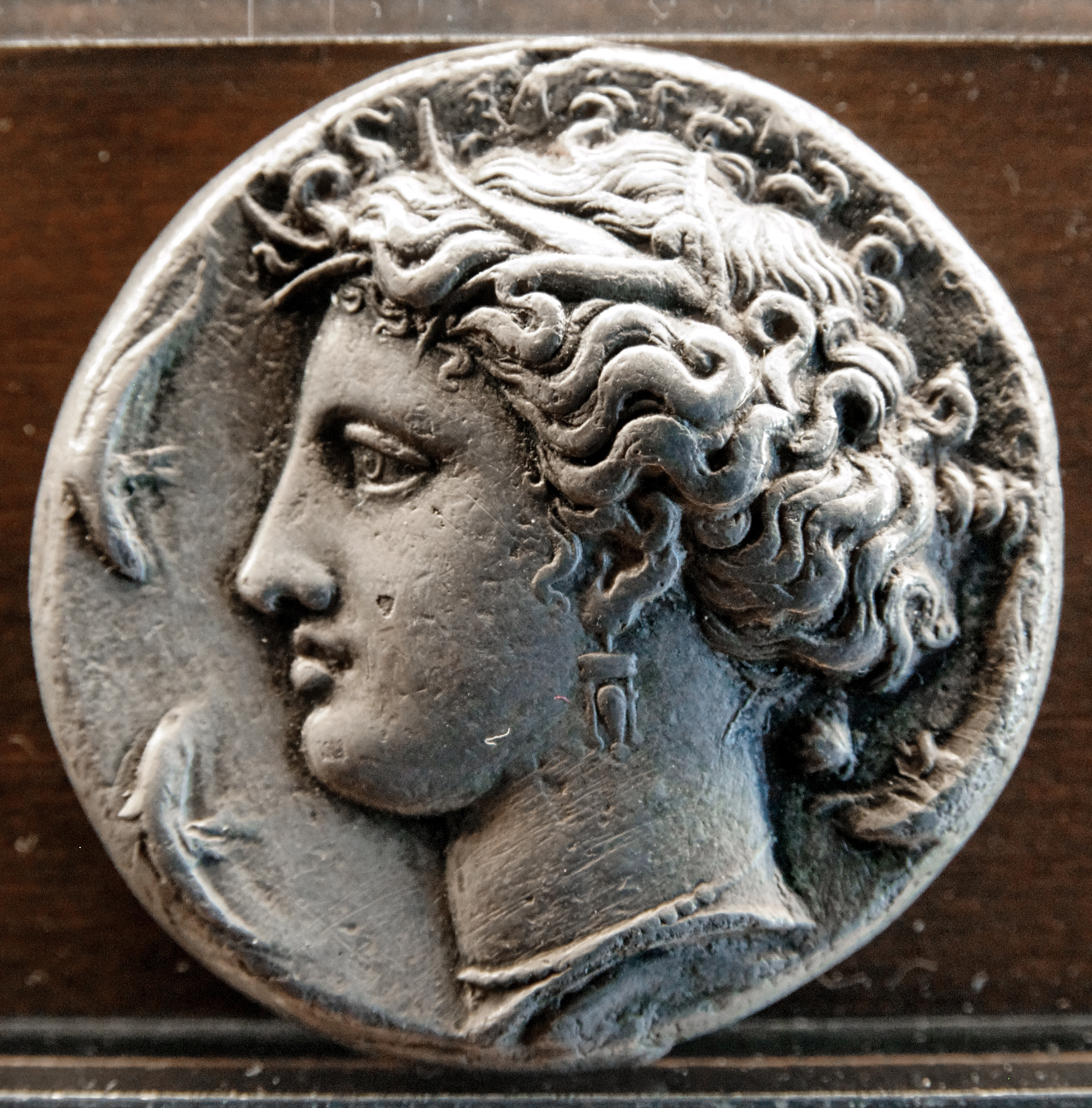
Голова німфи Аретузи, декадрахма із Сіракуз, бл. 400 до н. е.
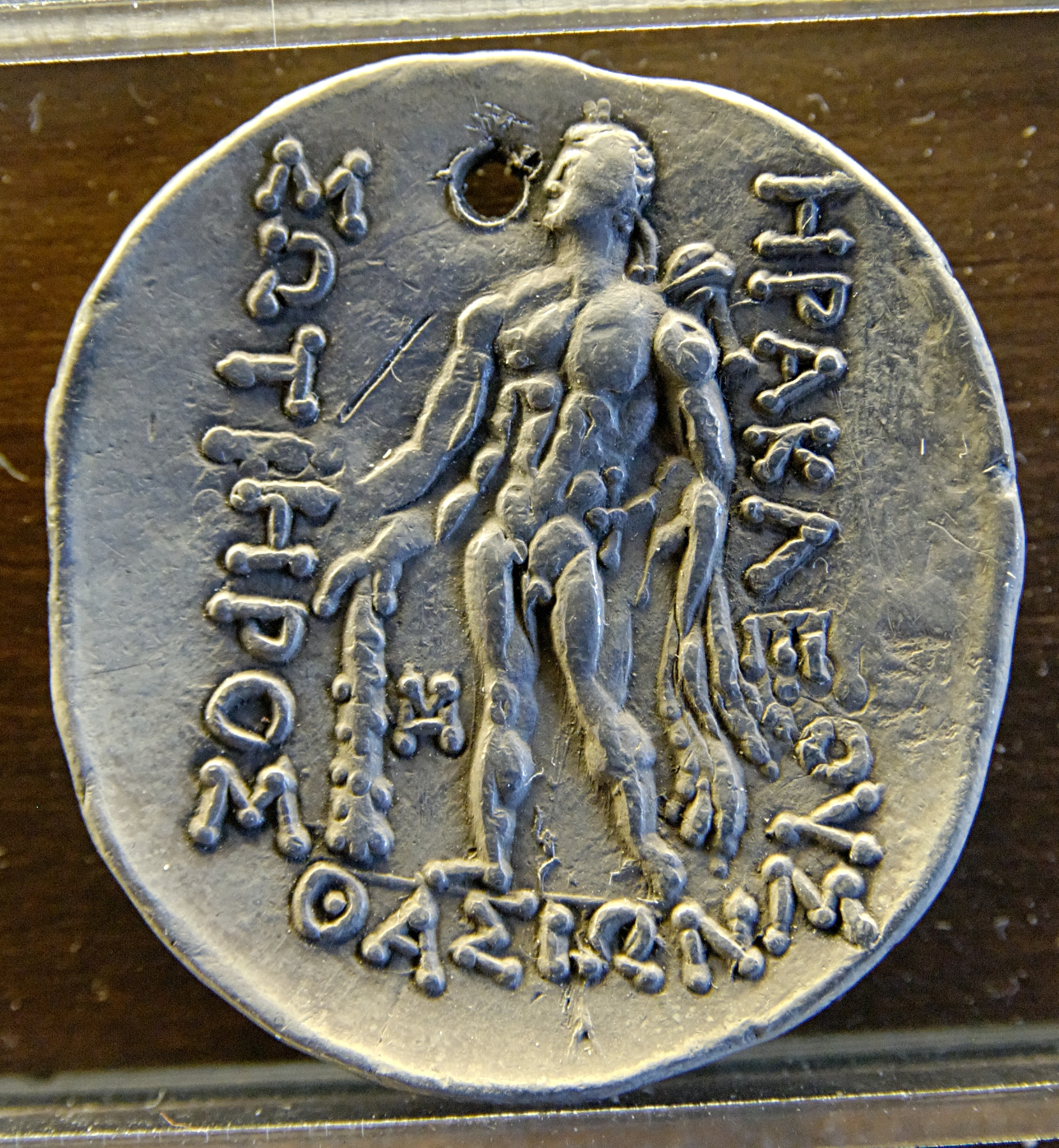
Геракл, тетрадрахма з острова Тасос
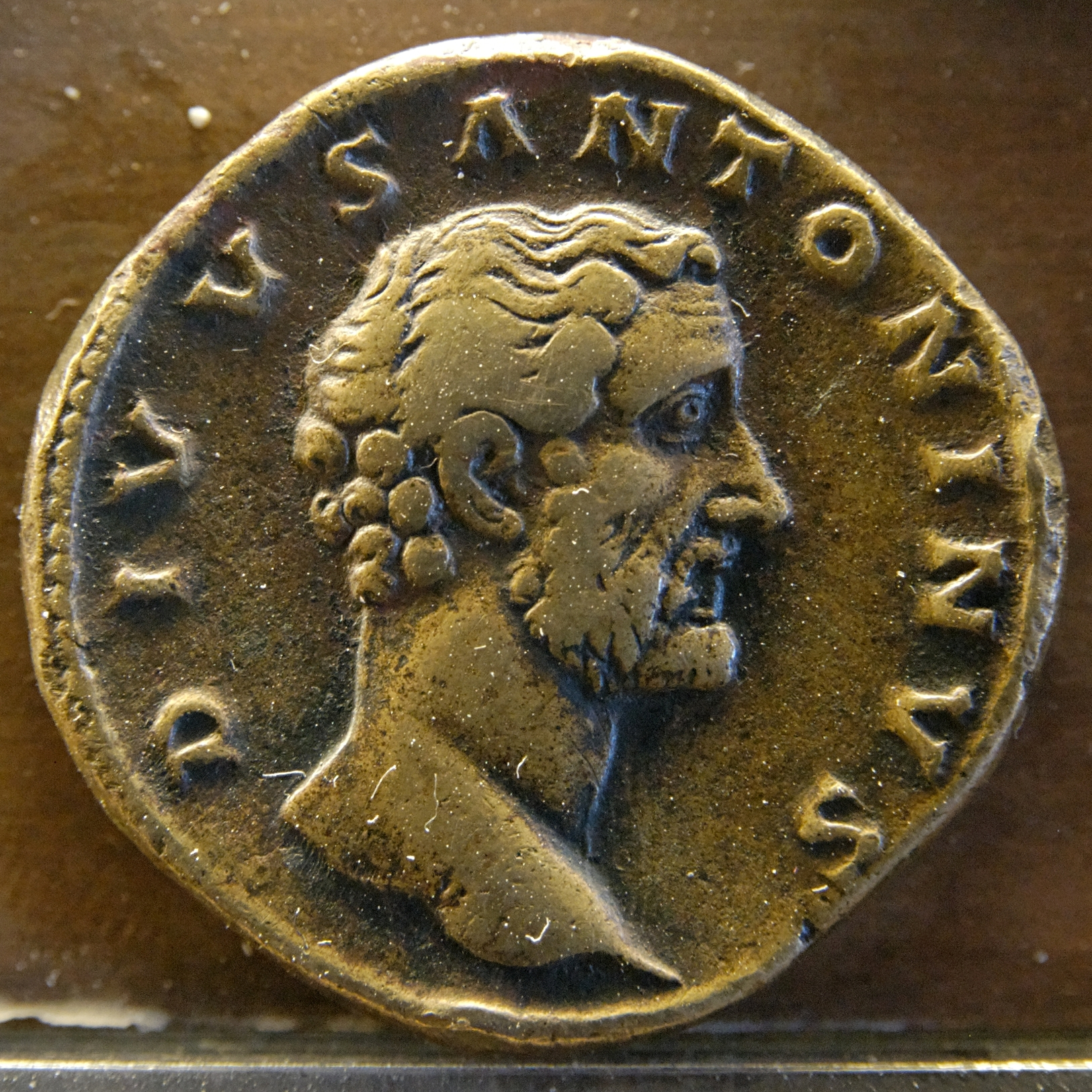
Антоній Пій, бронзовий сестерцій

### Відділ графіки
У відділі графіки представлена велика колекція малюнків, естампів, гравюр, акварелей і пастелей. Загалом 7500 творів, з яких 5800 малюнків та 1700 гравюр.

## Практична інформація
Адреса музею: 20, place des Terreaux 69001 Lyon
До музею можна добратися на метро, станція Hôtel de Ville — Louis Pradel. А також трамвайною лінією С3, зупинка Terreaux.